# Lithocarpus elaeagnifolius
Lithocarpus elaeagnifolius (Seemen) Chun – gatunek roślin z rodziny bukowatych (Fagaceae Dumort.). Występuje naturalnie w Wietnamie oraz południowych Chinach (w środkowej i południowej części wyspy Hajnan). 

## Morfologia
PokrójZimozielone drzewo dorastające do 10–15 m wysokości.
LiścieBlaszka liściowa ma podługowaty lub lancetowaty kształt. Mierzy 7–15 cm długości oraz 1–2,5 cm szerokości, jest całobrzega, ma klinową nasadę i spiczasty wierzchołek. Ogonek liściowy jest owłosiony i ma 5–8 mm długości.
OwoceOrzechy o kulistawym kształcie, dorastają do 10–12 mm długości i 12–14 mm średnicy. Osadzone są pojedynczo w miseczkach o niemal kulistym kształcie, które mierzą 10–12 mm długości i 14–17 mm średnicy. Orzechy otulone są w miseczkach do 75–80% ich długości.

## Biologia i ekologia
Rośnie w lasach mieszanych, na terenach nizinnych. Kwitnie i owocuje od lipca do września. 